# Dịch đậu mùa Nhật Bản 735–737
Dịch đậu mùa Nhật Bản 735–737 (天平の疫病大流行 Tenpyō no ekibyō dairyūkō, "Dịch bệnh thời Tenpyō (Thiên Khánh)") là trận dịch đậu mùa đã cướp đi sinh mạng khoảng 1 phần 3 dân số Nhật Bản (25%–35%). Dịch bệnh đã gây ra những tác động đáng kể về mặt xã hội, kinh tế và tôn giáo trên khắp đất nước.